# A Zalaegerszegi TE FC 2003–2004-es szezonja
A Zalaegerszegi TE FC 2003–2004-es szezonja szócikk a Zalaegerszegi TE FC első számú férfi labdarúgócsapatának egy szezonjáról szól.

## Mérkőzések
| Színmagyarázat | Színmagyarázat |
| -------------- | -------------- |
|                | Győzelem.      |
|                | Döntetlen.     |
|                | Vereség.       |

### Arany Ászok Liga 2003–04

#### Őszi fordulók
| 1. forduló 2003. július 26. |

| Előre FC Békéscsaba                 | 3 – 1   | Zalaegerszegi TE                             |
| ----------------------------------- | ------- | -------------------------------------------- |
| Kovács N. 15' Udvari 35' Faragó 71' | (2 – 0) | Sabo 76' Csóka 28′, 78′ Szamosi 38' Nagy 47' |

| Kórház utcai stadion, Békéscsaba Nézőszám: 3 500 Játékvezető: Kiss Béla (magyar) |

| 2. forduló 2003. augusztus 2. |

| Zalaegerszegi TE               | 1 – 3   | MTK Hungária                                      |
| ------------------------------ | ------- | ------------------------------------------------- |
| Kenesei 89' Gyánó 11' Král 12' | (0 – 1) | Czvitkovics 33' Carlos 54' Lengyel 72' Juhász 47' |

| ZTE Aréna, Zalaegerszeg Nézőszám: 5 500 Játékvezető: Makai János (magyar) |

| 3. forduló 2003. augusztus 9. |

| Újpest                  | 2 – 0   | Zalaegerszegi TE                                  |
| ----------------------- | ------- | ------------------------------------------------- |
| Kovács 15' 82' Erős 23' | (1 – 0) | Molnár 14′, 61′ Balog 51' Szamosi 57' Kenesei 57' |

| Megyeri út, Budapest Nézőszám: 2 815 Játékvezető: Hajdó Attila (magyar) |

| 4. forduló 2003. augusztus 23. |

| Zalaegerszegi TE                                              | 1 – 3   | FC Sopron                                       |
| ------------------------------------------------------------- | ------- | ----------------------------------------------- |
| Gyánó 10' Józsi 3' Nagy 26' Csóka 73′ Szamosi 89' Balog 90+2' | (1 – 0) | Balaskó 76' Cseke 87' 90+3' Pintér 33' Sira 81' |

| ZTE Aréna, Zalaegerszeg Nézőszám: 4 500 Játékvezető: Arany Tamás (magyar) |

| 5. forduló 2003. augusztus 31. 20:00 |

| Debreceni VSC                         | 4 – 0               | Zalaegerszegi TE     |
| ------------------------------------- | ------------------- | -------------------- |
| Șumudică 30' Bajzát 35' 90' Madar 77' | (2 – 0) Jegyzőkönyv | Bardi 11′ Babati 32' |

| Oláh Gábor utcai stadion, Debrecen Nézőszám: 4 000 Játékvezető: Megyebíró János (magyar) |

| 6. forduló 2003. szeptember 13. |

| Pécsi MFC                           | 1 – 0   | Zalaegerszegi TE |
| ----------------------------------- | ------- | ---------------- |
| Montvai 17' Szabados 52' Bajúsz 88' | (1 – 0) | Molnár 24'       |

| PMFC Stadion, Pécs Nézőszám: 8 000 Játékvezető: Erdős József (magyar) |

| 7. forduló 2003. szeptember 20. |

| Zalaegerszegi TE                                        | 1 – 2               | Ferencváros                                                 |
| ------------------------------------------------------- | ------------------- | ----------------------------------------------------------- |
| Sabo 42' (11-esből) Szamosi 41' Vincze 84' Kocsárdi 88' | (1 – 1) Jegyzőkönyv | Tököli 12' Leandro 68' 44' Kapič 29' Lipcsei 66' Gera 90+3' |

| ZTE Aréna, Zalaegerszeg Nézőszám: 9 000 Játékvezető: Szabó Zsolt (magyar) |

| 8. forduló 2003. szeptember 28. |

| Győri ETO                                           | 4 – 3   | Zalaegerszegi TE                                 |
| --------------------------------------------------- | ------- | ------------------------------------------------ |
| Miriuţă 13' Németh 15' Kalina 36' Nyicsenko 90' 54' | (3 – 1) | Sabo 44' Józsi 55' 59' Ljubojević 12' Vincze 45' |

| Rába ETO Stadion, Győr Nézőszám: 3 500 Játékvezető: Sápi Csaba (magyar) |

| 9. forduló 2003. október 4. |

| Zalaegerszegi TE                                                 | 4 – 0   | Haladás |
| ---------------------------------------------------------------- | ------- | ------- |
| Egressy 26' 43' Ljubojević 45' Vincze 47' Kocsárdi 35' Gyánó 53' | (3 – 0) |         |

| ZTE Aréna, Zalaegerszeg Nézőszám: 8 000 Játékvezető: Juhos Attila (magyar) |

| 10. forduló 2003. október 19. |

| BFC Siófok   | 0 – 1   | Zalaegerszegi TE                                |
| ------------ | ------- | ----------------------------------------------- |
| Mészáros 78' | (0 – 0) | Józsi 85' Ljubojević 43' Egressy 45' Babati 80' |

| Révész Géza utcai stadion, Siófok Nézőszám: 1 500 Játékvezető: Fábián Mihály (magyar) |

| 11. forduló 2003. október 25. |

| Zalaegerszegi TE                                         | 1 – 1   | Videoton                                      |
| -------------------------------------------------------- | ------- | --------------------------------------------- |
| Ljubojević 37' Csóka 32' Molnár 35' Sabo 69' Szamosi 72' | (1 – 1) | Dvéri 47' Voicu 30' Magasföldi 56' Földes 83' |

| ZTE Aréna, Zalaegerszeg Nézőszám: 3 500 Játékvezető: Szarka Zoltán (magyar) |

| 12. forduló 2003. november 1. |

| Zalaegerszegi TE   | 2 – 1   | Előre FC Békéscsaba                              |
| ------------------ | ------- | ------------------------------------------------ |
| Csóka 23' Sabo 82' | (1 – 0) | Hoffmann 49' Simunic 70' Udvari 88' Vincze 90+3' |

| ZTE Aréna, Zalaegerszeg Nézőszám: 4 000 Játékvezető: Hanacsek Attila (magyar) |

| 13. forduló 2003. november 8. |

| MTK Hungária                 | 2 – 0   | Zalaegerszegi TE |
| ---------------------------- | ------- | ---------------- |
| Torghelle 17' 80' Molnár 66' | (1 – 0) |                  |

| Hidegkuti Nándor Stadion, Budapest Nézőszám: 1 200 Játékvezető: Dubraviczky Attila (magyar) |

| 14. forduló 2003. november 15. |

| Zalaegerszegi TE                    | 2 – 3   | Újpest                                        |
| ----------------------------------- | ------- | --------------------------------------------- |
| Gyánó 24' 5' Sabo 90+1' Szamosi 82' | (1 – 2) | Kovács 2' 32' Szélesi 85' Nagy 30' Szanyó 70' |

| ZTE Aréna, Zalaegerszeg Nézőszám: 7 500 Játékvezető: Bede Ferenc (magyar) |

| 15. forduló 2003. november 22. |

| FC Sopron                             | 2 – 1   | Zalaegerszegi TE             |
| ------------------------------------- | ------- | ---------------------------- |
| Lambulić 31' Tóth 80' Baumgartner 57' | (1 – 0) | Sabo 62' Nagy 38' Babati 49' |

| Káposztás utcai Stadion, Sopron Nézőszám: 2 500 Játékvezető: Solymosi Péter (magyar) |

| 16. forduló 2003. november 30. 15:00 |

| Zalaegerszegi TE | 0 – 1               | Debreceni VSC                                 |
| ---------------- | ------------------- | --------------------------------------------- |
| Balog 68'        | (0 – 0) Jegyzőkönyv | Flávio Pim 72' Halmosi 32' Madar 56' Habi 90' |

| ZTE Aréna, Zalaegerszeg Nézőszám: 5 000 Játékvezető: Makai János (magyar) |

#### Tavaszi fordulók
| 17. forduló 2004. március 6. |

| Zalaegerszegi TE | 0 – 0   | Pécsi MFC  |
| ---------------- | ------- | ---------- |
| Szamosi 39'      | (0 – 0) | Koltai 59' |

| ZTE Aréna, Zalaegerszeg Nézőszám: 4 770 Játékvezető: Bede Ferenc (magyar) |

| 18. forduló 2004. március 13. |

| Ferencváros            | 0 – 0               | Zalaegerszegi TE         |
| ---------------------- | ------------------- | ------------------------ |
| Kiss 14' Szkukalek 61' | (0 – 0) Jegyzőkönyv | Sebők V. 26' Szamosi 55' |

| Üllői út, Budapest Nézőszám: 7 000 Játékvezető: Arany Tamás (magyar) |

| 19. forduló 2004. március 20. |

| Zalaegerszegi TE           | 2 – 0   | Győri ETO             |
| -------------------------- | ------- | --------------------- |
| Sebők V. 22' 81' Gyánó 49' | (1 – 0) | Makra 39' Regedei 61' |

| ZTE Aréna, Zalaegerszeg Nézőszám: 6 230 Játékvezető: Solymosi Péter (magyar) |

| 20. forduló 2004. március 28. |

| Haladás                                   | 0 – 1   | Zalaegerszegi TE            |
| ----------------------------------------- | ------- | --------------------------- |
| Róth 16' Kaj 49' Czeglédi 73' Tüske 90+2' | (0 – 1) | Sebők V. 12' Molnár 82' 35′ |

| Rohonci úti stadion, Szombathely Nézőszám: 2 500 Játékvezető: Erdős József (magyar) |

| 21. forduló 2004. április 3. |

| Zalaegerszegi TE                                       | 1 – 1   | BFC Siófok                                   |
| ------------------------------------------------------ | ------- | -------------------------------------------- |
| Gyánó 40' Ljubojević 35' Szamosi 72' Sebők J. 76′, 77′ | (1 – 1) | Mészáros 5' László 37' Vörös 61' Usvat 90+1' |

| ZTE Aréna, Zalaegerszeg Nézőszám: 5 000 Játékvezető: Juhos Attila (magyar) |

| 22. forduló 2004. április 7. |

| Videoton                                | 2 – 2   | Zalaegerszegi TE                                           |
| --------------------------------------- | ------- | ---------------------------------------------------------- |
| Szalai 8' 45' Hercegfalvi 16' Dvéri 72' | (2 – 2) | Koplárovics 1' Waltner 7' Molnár 33' Vincze 88' Babati 90' |

| Sóstói Stadion, Székesfehérvár Nézőszám: 500 Játékvezető: Makai János (magyar) |

| 23. forduló (rájátszás) 2004. április 10. |

| Pécsi MFC                        | 1 – 3   | Zalaegerszegi TE                           |
| -------------------------------- | ------- | ------------------------------------------ |
| Kerekes 19' Vranješ 68' Pest 84' | (1 – 2) | Waltner 5' Gyánó 39' Sebők V. 90' Nagy 56' |

| PMFC Stadion, Pécs Nézőszám: 500 Játékvezető: Bede Ferenc (magyar) |

| 24. forduló (rájátszás) 2004. április 17. |

| Zalaegerszegi TE            | 3 – 0   | Előre FC Békéscsaba |
| --------------------------- | ------- | ------------------- |
| Sebők J. 28' 60' Vincze 85' | (1 – 0) |                     |

| ZTE Aréna, Zalaegerszeg Nézőszám: 2 500 Játékvezető: Vad II. István (magyar) |

| 25. forduló (rájátszás) 2004. április 21. |

| Zalaegerszegi TE                     | 1 – 0   | Videoton                             |
| ------------------------------------ | ------- | ------------------------------------ |
| Waltner 56' Sebők J. 34' Szamosi 43' | (0 – 0) | Medveď 24' Tóth 61′, 69′ Kóczián 64' |

| ZTE Aréna, Zalaegerszeg Nézőszám: 2 200 Játékvezető: Solymosi Péter (magyar) |

| 26. forduló (rájátszás) 2004. május 1. |

| Győri ETO                     | 2 – 1   | Zalaegerszegi TE    |
| ----------------------------- | ------- | ------------------- |
| Priskin 47' Varga 59' Jäkl 6' | (0 – 1) | Koplárovics 12' 56' |

| Rába ETO Stadion, Győr Nézőszám: 1 000 Játékvezető: Sóthy András (magyar) |

| 27. forduló (rájátszás) 2004. május 8. |

| Zalaegerszegi TE                                     | 7 – 0   | Haladás                        |
| ---------------------------------------------------- | ------- | ------------------------------ |
| Waltner 5' 28' 37' 62' 72' Sebők V. 74' Sebők J. 76' | (3 – 0) | Seper 6' Jagodics 39' Tóth 60' |

| ZTE Aréna, Zalaegerszeg Nézőszám: 2 200 Játékvezető: Vad II. István (magyar) |

| 28. forduló (rájátszás) 2004. május 12. |

| Zalaegerszegi TE                                 | 2 – 0   | Pécsi MFC   |
| ------------------------------------------------ | ------- | ----------- |
| Kocsárdi 55' 20' Waltner 72' Csóka 5' Vincze 64' | (0 – 0) | Vranješ 35' |

| ZTE Aréna, Zalaegerszeg Nézőszám: 2 500 Játékvezető: Világi Balázs (magyar) |

| 29. forduló (rájátszás) 2004. május 15. |

| Előre FC Békéscsaba                                         | 2 – 3   | Zalaegerszegi TE                                       |
| ----------------------------------------------------------- | ------- | ------------------------------------------------------ |
| Kovács B. 41' Miculescu 67' 69′ Bánföldi 45' Valentényi 54' | (1 – 2) | Gyánó 9' Vincze 32' Sabo 89' Waltner 88' Egressy 90+1' |

| Kórház utcai stadion, Békéscsaba Nézőszám: 2 500 Játékvezető: Erdős József (magyar) |

| 30. forduló (rájátszás) 2004. május 19. |

| Videoton                                                  | 5 – 0   | Zalaegerszegi TE                               |
| --------------------------------------------------------- | ------- | ---------------------------------------------- |
| Szabó 5' 39' Dvéri 75' Medveď 87' Vochin 90+2' Koller 57' | (2 – 0) | Vincze 16' Kocsárdi 39′ Sebők J. 39' Csóka 82' |

| Sóstói Stadion, Székesfehérvár Nézőszám: 500 Játékvezető: Saskőy Szabolcs (magyar) |

| 31. forduló (rájátszás) 2004. május 22. |

| Zalaegerszegi TE | 0 – 1   | Győri ETO                      |
| ---------------- | ------- | ------------------------------ |
| Sebők V. 2'      | (0 – 0) | Priskin 61' Zsók 54' Krass 64' |

| ZTE Aréna, Zalaegerszeg Nézőszám: 2 000 Játékvezető: Makai János (magyar) |

| 32. forduló (rájátszás) 2004. május 26. |

| Haladás                            | 1 – 1   | Zalaegerszegi TE                        |
| ---------------------------------- | ------- | --------------------------------------- |
| Schimmer 46' Venczel 22' Szabó 65' | (0 – 0) | Waltner 66' Ljubojević 34' Sebők J. 38' |

| Rohonci úti stadion, Szombathely Nézőszám: 1 000 Játékvezető: Dubraviczky Attila (magyar) |

#### Végeredmény (Alsóház)
| #  | Csapat               | J  | Gy | D  | V  | Rg | Kg | Gk  | P  | Megjegyzés |
| -- | -------------------- | -- | -- | -- | -- | -- | -- | --- | -- | ---------- |
| 7  | Pécsi Mecsek FC      | 32 | 9  | 13 | 10 | 36 | 37 | -1  | 40 |            |
| 8  | Videoton SC          | 32 | 10 | 10 | 12 | 55 | 51 | +4  | 40 |            |
| 9  | Zalaegerszegi TE     | 32 | 11 | 6  | 15 | 45 | 47 | -2  | 39 |            |
| 10 | Győri ETO FC         | 32 | 10 | 6  | 16 | 36 | 54 | -18 | 36 |            |
| 11 | Előre FC Békéscsaba  | 32 | 8  | 8  | 16 | 36 | 50 | -14 | 32 | Osztályozó |
| 12 | Szombathelyi Haladás | 32 | 4  | 11 | 17 | 19 | 63 | -44 | 23 | Osztályozó |

1. ↑  Bennmaradt a REAC ellen
2. ↑  A pályán elért eredmény alapján bennmaradt a Nyíregyháza Spartacus ellen, jogvétel miatt azonban a másodosztályba került.

#### Eredmények összesítése
Az alábbi táblázatban összesítve szerepelnek a Zalaegerszegi TE FC 2003/04-es bajnokságban elért eredményei.
| Ősz/tavasz (forduló)    | Otthon | Otthon | Otthon | Otthon | Otthon | Otthon | Otthon | Idegenben | Idegenben | Idegenben | Idegenben | Idegenben | Idegenben | Idegenben |
| Ősz/tavasz (forduló)    | M      | GY     | D      | V      | LG–KG  | GK     | P      | M         | GY        | D         | V         | LG–KG     | GK        | P         |
| ----------------------- | ------ | ------ | ------ | ------ | ------ | ------ | ------ | --------- | --------- | --------- | --------- | --------- | --------- | --------- |
| Őszi szezon (1–16.)     | 8      | 2      | 1      | 5      | 12–14  | –2     | 7      | 8         | 1         | 0         | 7         | 6–18      | –12       | 3         |
| Tavaszi szezon (17–32.) | 8      | 5      | 2      | 1      | 16–2   | +14    | 17     | 8         | 3         | 3         | 2         | 11–13     | –2        | 12        |
| Összesen (1–32.)        | 16     | 7      | 3      | 6      | 28–16  | +12    | 24     | 16        | 4         | 3         | 9         | 17–31     | –14       | 15        |

### Magyar kupa
Negyeddöntő
| 2004. március 17. 17:00 |

| Zalaegerszegi TE                           | 1 – 0   | Videoton                              |
| ------------------------------------------ | ------- | ------------------------------------- |
| Sebők J. 1' 4' Sebők V. 57′, 57′ Csóka 81' | (1 – 0) | Magasföldi 35' Pantic 72' Kóczián 85' |

| ZTE Aréna, Zalaegerszeg Nézőszám: 3 000 Játékvezető: Kassai Viktor (magyar) |

Elődöntő
| 2004. április 14. 18:00 |

| Budapest Honvéd            | 2 – 1   | Zalaegerszegi TE                        |
| -------------------------- | ------- | --------------------------------------- |
| Drobnjak 52' 86' Horký 42' | (0 – 1) | Koplárovics 35' Molnár 30' Sebők J. 40' |

| Bozsik József Stadion, Budapest Nézőszám: 4 000 Játékvezető: Sápi Csaba (magyar) |